# 91-ша авіаційна база (Хорватія)
91-ша авіаційна база «Полковник Марко Живкович» (також — авіабаза Загреб-Плесо; хорв. 91. zrakoplovna baza) — складова ВПС Хорватії.
Розташована у муніципалітеті Велика Гориця Загребської жупанії на півночі країни. Тут базується 91-ше авіаційне крило, озброєне літаками Rafale-C та навчальними Rafale-B. Командувач — бригадний генерал Нікола Мостовац.

## Історія
Місцевий аеродром був побудований 1962 року 

## Сучасність
2017 року у рамках пошуку заміни МіГ-21 на базі проведено презентацію винищувачів JAS 39C.
Станом на 2018-й тут ще базувалися МіГи, але під час святкування річниці операції «Буря» прем'єр-міністр Хорватії Андрей Пленкович зазначив, що його країна планує зробити вибір на користь F-16.
До складу авіабази входить ескадрилья багатоцільових вертольотів на аеродромі Лучко.